# Fête de la musique

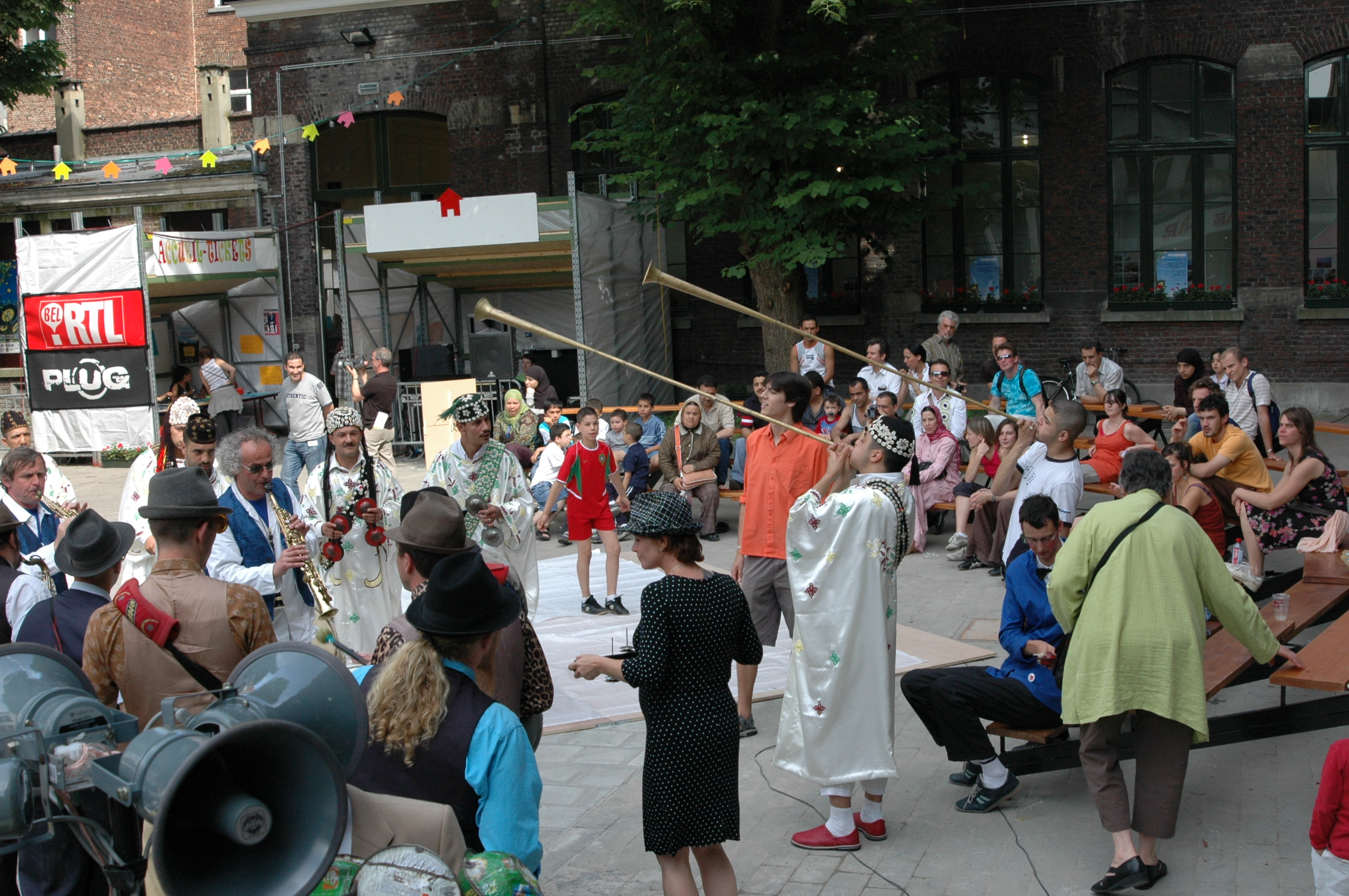
Een Marokkaanse muziekgroep tijdens het Fête de la Musique 2006, Brussel

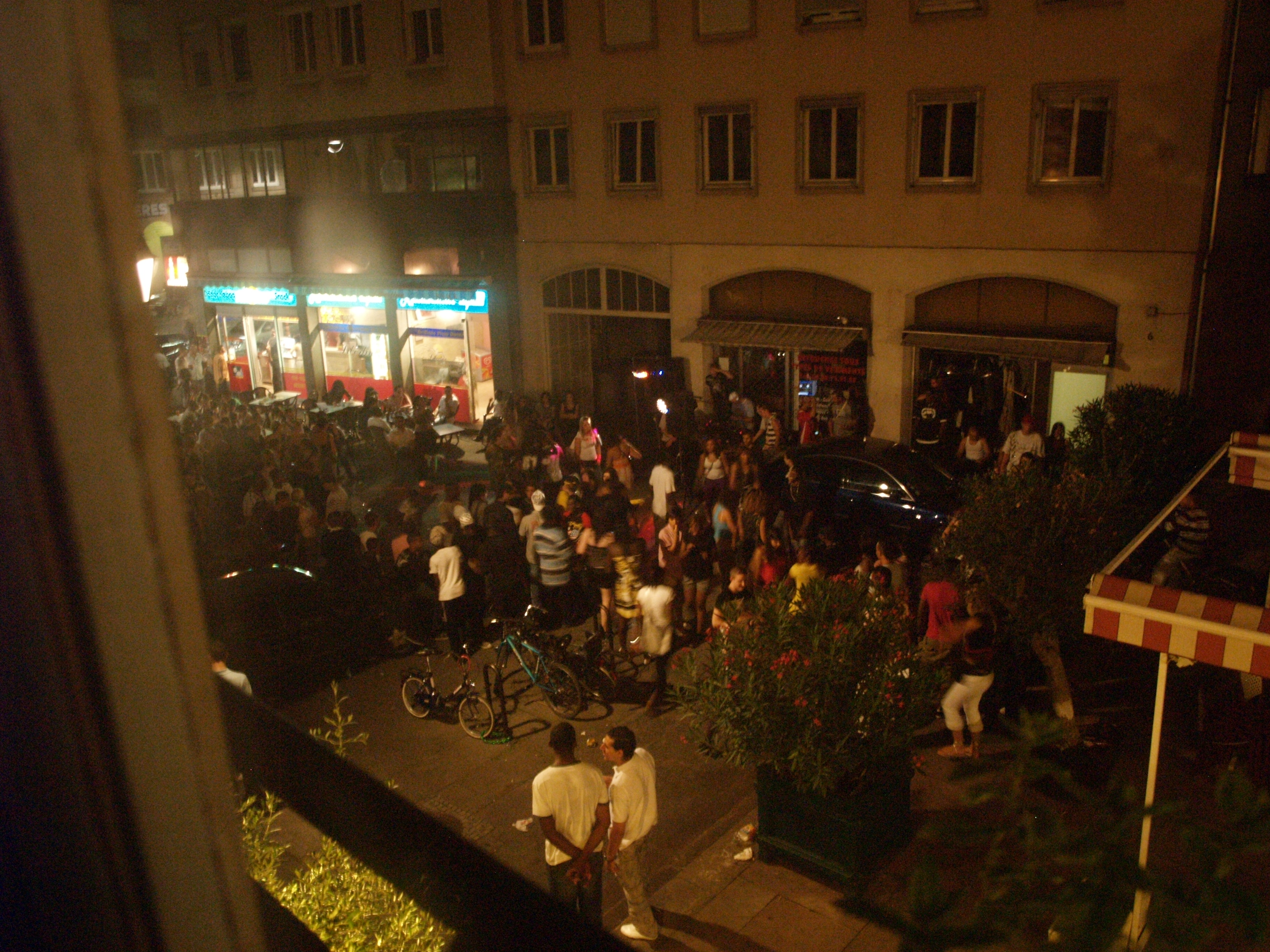
Fête de la Musique in Straatsburg 2008

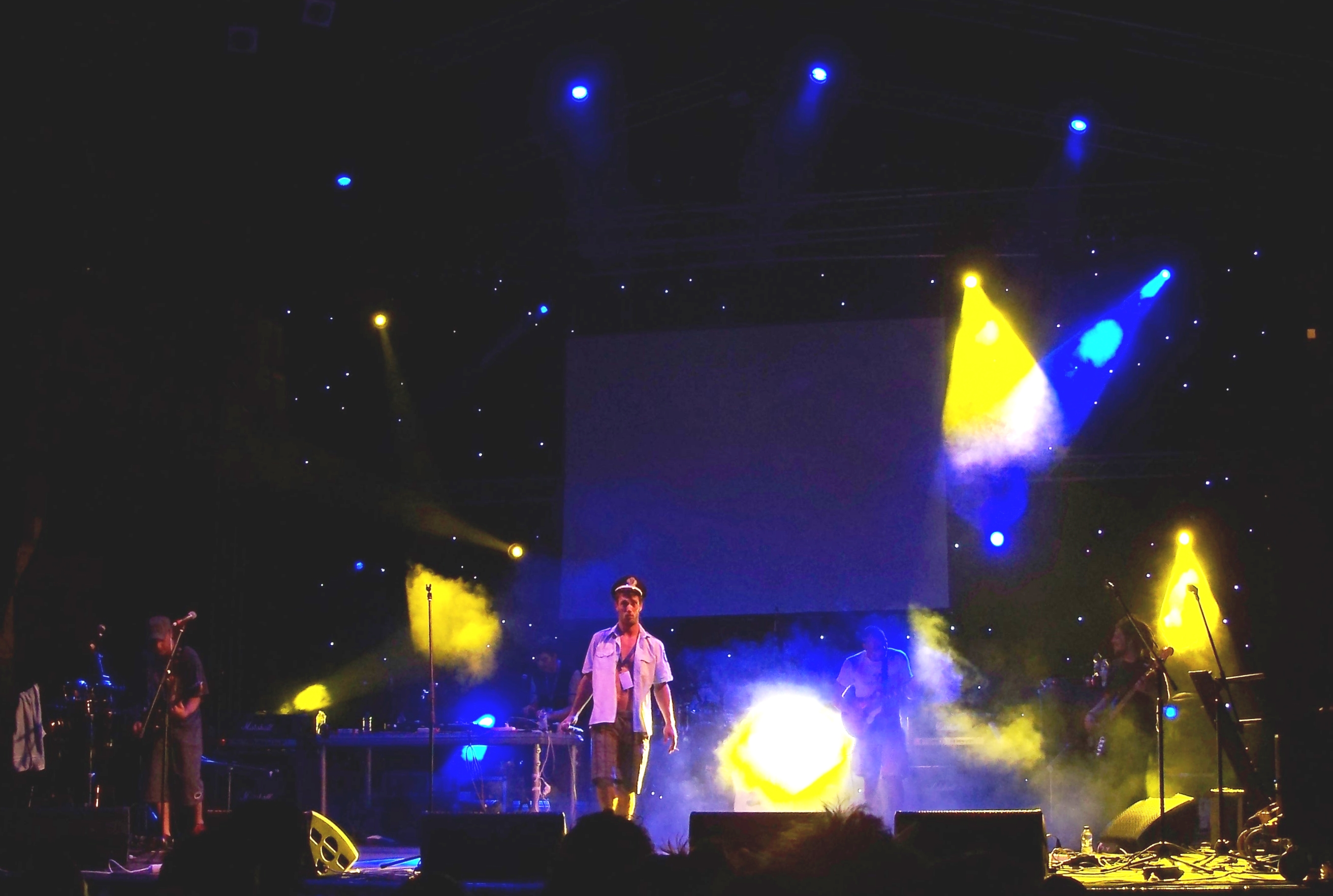
De hip-hopgroep Rodes op het Fête de la Musique in Athene, 2005

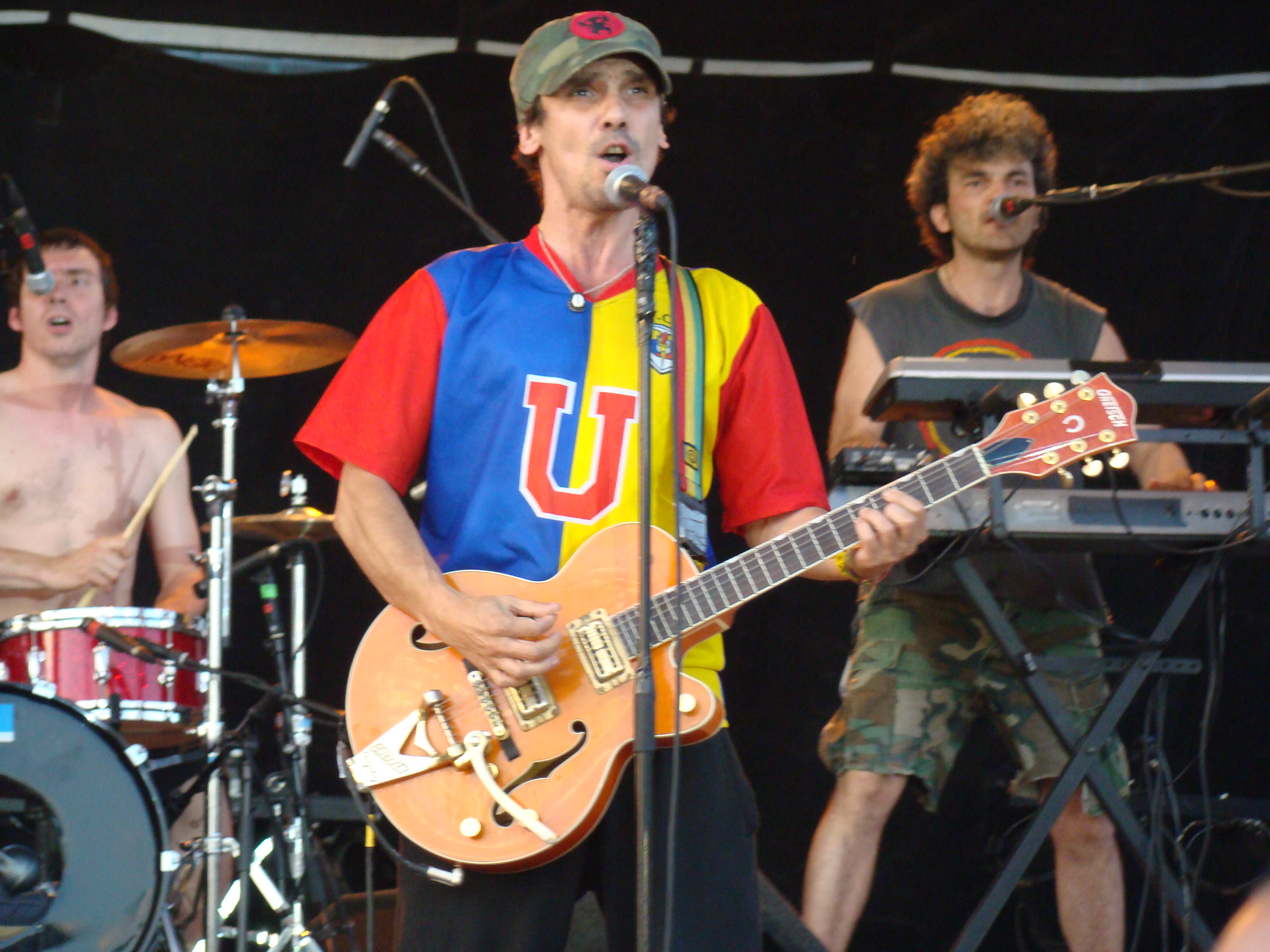
Manu Chao op het Fête de la Musique in Bondy, 21 juni 2008

Het Fête de la musique is een van oorsprong Frans jaarlijks terugkerend muziekfestival op 21 juni, dat vooral amateurmuzikanten de kans geeft op te treden in een straatfeestachtige sfeer. De toegankelijkheid en de vrijwillige inzet van de muzikanten zijn de pijlers van het idee. Het wordt sinds 1982 in alle gemeentes van Frankrijk gevierd, en later ook buiten het land, in onder meer België en Duitsland. Op kleine schaal wordt het tegenwoordig ook in Nederland gevierd.

## Ontstaan
Het feest is bedacht door de Amerikaan Joel Cohen in 1976, toen werkzaam bij Radio France. Zijn idee was om op de avond van de zomerwende zo veel mogelijk bandjes en andere muzikanten de straat op te laten gaan om de hele nacht muziek te maken. De naam van het feest is een homoniem van faites de la musique, dat hetzelfde wordt uitgesproken, maar dat vertaald naar het Engels 'Make Music' betekent (wat een alternatieve naam van het feest in sommige Engelstalige gebieden is).
De datum van de zomerwende is gekozen omdat het de langste dag van het jaar is. Zo grijpt het feest terug op de vruchtbaarheidsfeesten die al sinds mensenheugenis in deze periode worden gevierd, zoals de feesten van Sint Jan of midzomerfeesten op 24 juni, of de feesten in Scandinavië en andere delen van Noord-Europa waar de zon op deze avond niet ondergaat.
Na de Franse presidentsverkiezingen in 1981 is het idee van Joel Cohen door de toenmalige minister van cultuur, Jack Lang, voor het eerst ten uitvoer gebracht. Het feest wordt voor het eerst georganiseerd in 1982, en vanaf 1983 officieel elk jaar. Binnen korte tijd heeft het feest veel succes gekregen: hele dorpen en steden lopen uit, en tegenwoordig is het zelfs geïnternationaliseerd.
Het feest wordt op alle continenten gevierd en wereldwijd nemen er meer dan 340 steden aan deel. In veel landen is de naam van het feest vertaald: Fiesta de la Música in Spanje, Festa della musica in Italië of Dünya Müzik Günü in Turkije, of wordt een vertaling van Faites de la musique (Make Music) gebruikt. In veel landen wordt echter gewoon de Franse benaming Fête de la Musique gebruikt, zoals in het Verenigd Koninkrijk en Duitsland.

## Festiviteiten
Het Fête de la Musique wil muziek op twee manieren promoten. Zoals het homonieme faites de la musique al zegt, krijgen amateurmuzikanten de gelegenheid om hun muziek op straat ten gehore te brengen. Aan de andere kant krijgt het brede publiek dankzij deze gratis concerten de mogelijkheid naar allerlei verschillende soorten muziek te luisteren. Dit beleid blijkt zijn vruchten af te werpen. Volgens het Franse ministerie van cultuur zijn er elk jaar meer dan 18.000 concerten door ongeveer 5 miljoen vrijwilligers. Niet alleen amateurmuzikanten maken gebruik van de gelegenheid op te treden, het is voor meer gevestigde muziekensembles ook een goede gelegenheid om zich aan het publiek te presenteren.
Aan de andere kant trekt het feest groepen aan die anders minder met cultuur in aanraking zouden komen: het trekt meer plattelanders dan stedelingen (door het open en diverse karakter trekt het feest op het platteland zelfs meer mensen dan de dansavonden op 14 juli, de Franse nationale feestdag), en minder leidinggevenden dan boeren of middenstanders. Volgens het Franse ministerie van cultuur trekt het feest zo'n 10 miljoen toeschouwers. Naast een betere ontsluiting van de culturele scène, zorgt het feest voor integratie tussen bevolkingsgroepen en voor sociale cohesie.
In Frankrijk krijgen cafés een vergunning langer open te blijven op 21 juni, en ook worden er vele straten afgesloten om ze te reserveren voor muzikanten en publiek dat van de ene voorstelling naar de andere loopt. Ook worden er sportterreinen en dergelijke afgesloten voor het feest, en heffen bepaalde concertzalen geen entre terwijl ze dat normaal gesproken wel zouden doen. Er worden ook evenementen georganiseerd waarvoor wel entree verschuldigd is, deze kunnen echter geen aanspraak maken op de naam Fête de la Musique.
Het afsluiten van straten en het langer openstellen van cafés is vrij omstreden in Frankrijk door de overlast die eruit ontstaat, zowel door geluid en drukte als dronkenschap later op de avond en het afval op straat de volgende dag. Ook wordt er vaak kritiek geuit op de keuze voor de datum, waardoor het feest vaak op de avond voor, en meestal ook gewoon op, een gewone werkdag valt.
Ter gelegenheid van het Fête de la Musique organiseert de nationale televisie vaak een groot concert waar de bekendste Franse artiesten optreden.
Sinds het invoeren van het Fête de la Musique is er een explosie van andere culturele zomerfestivals in Frankrijk, andere muziekfestivals (zoals 's zomers de Jeudis de Perpignan), maar ook bredere festivals zoals de Nuits de Fourvière in Lyon of festivals op andere gebieden, zoals filmfestivals.

## Fête de la Musique wereldwijd
Het Fête de la Musique is in het Franse culturele leven een onmisbaar element geworden. Ook buiten Frankrijk is het een steeds belangrijker cultureel evenement dat bovendien bijdraagt aan een positieve beeldvorming van Frankrijk en de Francophonie, hoewel het buiten Frankrijk nog niet de omvang en de populariteit geniet als in het land zelf. Dat laatste is afhankelijk van de inzet van lokale organisaties (vaak wel met steun van Franse netwerken, zoals de Alliance Française). In landen als België en Zwitserland maar ook in Duitsland en bepaalde landen in Latijns-Amerika begint het feest inmiddels wel belangrijker vormen aan te nemen en steeds meer op het volksfeest te lijken zoals het dat in Frankrijk is.
Buiten Frankrijk zijn onder andere het Franse ministerie van Buitenlandse Zaken, ambassades, kamers van koophandel en de Alliance Française actief bezig met het promoten van het feest om er een nog internationaler feest van te maken, in samenwerking met vergelijkbare instanties uit Wallonië en de Belgische Franstalige gemeenschap.
In Duitsland werd het feest voor het eerst georganiseerd in München in 1985. In Berlijn wordt het gevierd sinds 1995, en dan met name in de wijken Kreuzberg, Friedrichshain en Prenzlauer Berg. Vooral in die eerste wijk vinden naast het officiële programma vele spontane optredens plaats.
In New York werd in 2007 voor het eerst Make Music New York georganiseerd. In 2009 namen daar ongeveer 900 muzikanten en groepen aan deel, verspreid over verschillende boroughs van de stad.

## Fête de la Musique Nederland
In Nederland hebben de Alliance Française Rotterdam en Roosendaal kleinschalige Fêtes de la Musique georganiseerd. Ook in Amsterdam zijn kleinschalige initiatieven.
In Eindhoven wordt sinds 2009 deze dag gevierd rondom het Inkijkmuseum. Hierbij wordt gebruik gemaakt van een lokaal maar zeer divers en kosmopolitisch programma. Het vindt altijd op 21 Juni plaats waardoor ieder jaar een andere sfeer heeft.
Ermelo is sinds 2008 het eerste dorp in Nederland met haar eigen Fête de la Musique. Dit wordt altijd gevierd op de dichtstbijzijnde zaterdag bij 21 juni. De eerste editie deden er 30 deelnemende groepen muziek, zang en dans mee, de tweede editie 40, de derde editie 50; in 2010 betrof het rond de 500 mensen van jong tot oud die optraden met muziek, zang en dans en tientallen vrijwilligers die het mogelijk maakten dat er op 17 podia binnen en buiten optredens verzorgd werden in de dorpskern van Ermelo.